# Карзинкина, Юлия Матвеевна
Юлия Матвеевна Карзинкина (1850 — 24 октября 1915, Троице-Лыково; урождённая Королёва) — купчиха 1-й гильдии (с 1887); в Москве ей принадлежали четыре лавки, в том числе чайный магазин в Гостином дворе и на Покровке, расположенный на территории семейной усадьбы. Владелица усадьбы в Троице-Лыково. Мать С. С. Карзинкина.

## Биография

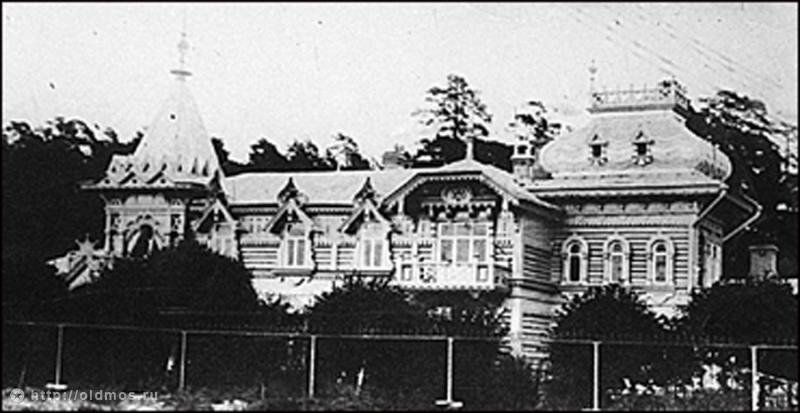
Дом-терем, построенный И. П. Ропетом в Троицком-Лыкове для Ю. М. Корзинкиной.

Юлия Матвеевна Королёва владела усадьбой Троице-Лыково. Именно для нее Ропет построил знаменитый дом-терем. При ней в усадьбе развернулось масштабное строительство: над Москвой-рекой возвели сказочный деревянный особняк в старинном русском стиле. Автор проекта — архитектор И. П. Ропет — украсил дом оригинальной резьбой. Резной дом пережил многие перипетии, но, к сожалению, сгорел осенью 1990 года. Каким он был, можно представить, если рассмотреть баню-теремок в Абрамцево, который также построил Ропет. Помещица вышла замуж за Сергея Ивановича Карзинкина, который руководил чаеторговой фирмой «Ивана Карзинкина наследник и Ко» и был записан в дворянское сословие Тульской губернии.
После скоропостижной смерти мужа Юлия Матвеевна осталась с 11 детьми и продолжила дело мужа: с 1887 года она купчиха 1-й гильдии. В Москве ей принадлежали четыре лавки, в том числе чайный магазин в Гостином дворе и на Покровке, расположенный на территории семейной усадьбы. На полях усадьбы сажали картофель, капусту, лук, свеклу; сеяли рожь, овес да гречиху. Здесь были флигели, сараи, конюшни, свинарник, птичник, овчарня, скотный двор, кузница с мастерской и водокачкой, каретный сарай, зернохранилище, амбар с подвалом, баня деревянная, оранжерея каменная, а еще теплица и … биологическая станция. В самом Троице-Лыкове находились земское училище, конный завод, лавка и трактир. в этот период имение нередко именовали «Карзинкино». Усадьба стала настоящим тургеневским дворянским гнездом с барским домом в центре и раскинувшимися за ним садом, парком, рекой, прудами, беседками и статуями.
24 октября 1915 года Ю. М. Карзинкина скончалась и была похоронена в часовне возле Троицкого храма. Извещение о смерти и похоронах печаталось в газете «Московский листок». Перечислялись все благотворительные начинания покойной, сообщалось об учреждении общины. В доме покойной служили панихиду настоятели Златоустенского и Яблочинского монастырей, духовенство Казанского собора и церкви Космы и Дамиана на Маросейке. 28 октября в храме Троицы было совершено отпевание, и вся округа от мала до велика проводила эту выдающуюся русскую женщину в последний путь. В завещании она настоятельно просила завершить организацию Свято-Троицкой женской общины, «которая должна быть в центре богоугодных, благотворительных и просветительских дел».
Дело Карзинкиной продолжили её дети, в частности сын Сергей.
После революции всё состояние Карзинкиных было национализировано, а сам род был разрознен и преследовался.

## Меценатская деятельность
На деньги Карзинкиной производилась реставрация деревянной церкви Успения Пресвятой Богородицы в Троице-Лыкове, и 4 октября 1886 года состоялось торжественное освящение обновленного храма. В 1901 году началась реставрационные работы Успенского храма. Еще в 1880-х годах в селе обосновалась община сестер милосердия, а «3 октября 1891 г. в селе Троицкое-Лыково Хорошевской волости, под Москвой, — писали „Церковные ведомости“,- произошло открытие лечебницы для приходящих больных близлежащих сел и деревень. Это доброе дело всецело принадлежит Ю. М. Карзинкиной, вдове потомственного Почетного гражданина С. И. Карзинкина, главы известной фирмы чайной торговли, умершего 5 лет назад. Ю. М. Карзинкина, отличавшаяся и ранее многими добродетелями, почтила день памяти ее покойного мужа основанием лечебницы. Больница находится в сосновом парке… Доктор будет принимать приходящих больных 2 раза в неделю, здесь же будут отпускаться бесплатные лекарства».
В 1914-м Юлия Матвеевна распорядилась передать ей все имение с усадебным зданием и фермой, скотом и инвентарем, богадельней и лечебницей. Главный дом был отдан вместе со всей обстановкой. Уже при Сергее Сергеевиче Карзинкины содержали в Троицком школу, помогали молодоженам в постройке собственного дома и поддерживали тех, с кем случалась беда. В феврале 1917 года в селе Троице-Лыково была учреждена «Свято-Троицкая женская община»: сестры собрали прекрасный урожай, продолжали обустраивать налаженное хозяйство.
В мае 1918 года все хозяйство общины было «реквизировано» Хорошевским волостным советом депутатов.

## Семья
- Сын — Сергей (1869—1918), в 1899 году женился на Елизавете Васильевне Сидневой и принял на себя все заботы об усадьбе в Троице-Лыкове. в семье было 9 детей[2].
- Дочь — Маргарита (1870—после 1920), замужем за Павлом Петровичем Морокиным, текстильным фабрикантом Владимирской губернии[4], из династии Вичугских предпринимателей Морокиных.
- Сын — Иван (1880—?), владел до революции доходным домом № 28 на улице Моховой в Москве (позднее снесён)[5].
- Сын — Михаил (1884—?), член совета Московского Частного коммерческого банка, директор «Богородско-Успенского товарищества Братьев Памфиловых» (бумагопрядильная фабрика в Московской губернии) и Товарищества Ярославской Большой мануфактуры, женат на балерине «частной оперы С. И. Мамонтова» Елизавете Сергеевне урожденной Ячменёвой (1886—1921)[4][6].
- Сын — Пантелеймон (1885—1902)
- Сын — Дионисий (1886—1937), кандидат в директора Большой Ярославской мануфактуры, в 1913 году купил особняк в Мертвом (ныне Пречистенском) переулке, 8[5].
- Дочь — Лидия,
- Дочь — Антонина, (?—?), замужем за Герасимом Ивановичем Сечинским, офицером Гродненского лейб-гвардии полка. В семье две дочери Антонина и Александра, польско-русские художницы, после Второй мировой войны в Нью-Йорке основали художественную «Школу двух сестёр»[5].
- Дочь — Екатерина (?—?), замужем за агрономом и лесоводом Валентином Николаевичем Миной, их сын — ихтиолог М. В. Мина.
- Дочь — Варвара
- Дочь — Мария.